# Божко Антон Калістратович
Антон Калістратович Божко́ (10 листопада 1910, Гнилиця Перша — 20 червня 1980, Київ) — український радянський скульптор і педагог; член Спілки радянських художників України з 1955 року. Батько Ігоря Божка.

## Біографія
Народився 10 листопада 1910 року в селі Гнилиці Першій (нині Куп'янський район Харківської області, Україна). Упродовж 1929—1932 років навчався у Харківському художньому інституті, був учнем Леонори Блох; у 1932—1934 роках — в Одеському художньому інституті у Петра Мітковіцера, Олексія Шовкуненка.
Працював у Київському товаристві художників. У 1950-х роках викладав у Київському художньому інституті, Київському училищі прикладного мистецтва. Мешкав у Києві в будинку на вулиці Актюбінській, № 8/2, квартира № 34. Помер у Києві 20 червня 1980 року.

## Творчість
Працював у галузі станкової та монументальної скульптури. Серед робіт:
- «Юні музиканти» (1947—1948, Лебединський художній музей);
- «Дівчинка з собачкою» (1947—1948, Лебединський художній музей);
- «Колгоспниця з ягням» (1953, Алупкінський музей-палац);
- «Вечірня пісня» (1957);
- «Сон» (1961, у співавторстві з Ганною Ярошик);
- «Піонерська дружба» (1963);
- «Шахтарі» (1965, глина);
- «Пісня» (1965, глина).

У 1950–1970-х роках створив низку монументів на честь полеглих у німецько-радянській війні, зокрема:
- у селі Володимирівці Іллінецького району Вінницької області (1965);
- у селі Деренковці Корсунь-Шевченківського району Черкаської області (1966).

Брав участь у республіканських виставках з 1937 року.